# Dewart, Pennsylvania
Dewart, Pennsylvania (енгл. Dewart) насељено је место без административног статуса у америчкој савезној држави Пенсилванија.

## Демографија
По попису из 2010. године број становника је 1.471.
| Група             | 2000.    | 2010.         |
| Белци             | 0 (0,0%) | 1.432 (97,3%) |
| Афроамериканци    | 0 (0,0%) | 11 (0,7%)     |
| Азијати           | 0 (0,0%) | 5 (0,3%)      |
| Хиспаноамериканци | 0 (0,0%) | 19 (1,3%)     |
| Укупно            | 0        | 1.471         |